# جامعة بوسطن
جامعة بوسطن (بالإنجليزية: Boston University)، هي جامعة خاصة تُعنى بالبحث العلمي، وتقع في مدينة بوسطن بولاية ماساتشوستس في الولايات المتحدة. تأسست عام 1839 على يد مجموعة من أتباع المذهب الميثودي في مدينة نيوبري [الإنجليزية] بولاية فيرمونت، ثم حصلت على ترخيصها الرسمي في بوسطن عام 1869. تُعد الجامعة عضوًا في رابطة الجامعات الأمريكية، وضمن اتحاد بوسطن للتعليم العالي.
يبلغ عدد طلاب الجامعة نحو 38,000 طالب، ويضم كادرها الأكاديمي أكثر من 4,000 عضو هيئة تدريس، مما يجعلها من أكبر جهات التوظيف في مدينة بوسطن. تقدم الجامعة درجات علمية في البكالوريوس، والماجستير، والدكتوراه، إلى جانب شهادات مهنية في الطب، وطب الأسنان، وإدارة الأعمال، والقانون، وذلك من خلال 17 كلية ومعهدًا موزعة على ثلاثة فروع حضرية.
ورغم أن الجامعة لا تتبع طائفة دينية معينة في الوقت الحاضر، فإنها لا تزال تحتفظ بجذورها التاريخية المرتبطة بالكنيسة الميثودية المتحدة. يقع الحرم الجامعي الرئيسي على ضفاف نهر تشارلز، بين منطقتي "فينواي-كينمور" و"أولستون" في بوسطن، بينما يقع حرم العلوم الطبية في حي "ساوث إند" بالمدينة. ويضم فرع فينواي "كلية ويلوك للتربية والتنمية البشرية"، والتي كانت تُعرف سابقًا باسم "كلية ويلوك" قبل اندماجها مع الجامعة عام 2018.
تُصنَّف جامعة بوسطن ضمن فئة "R1: جامعات الدكتوراه – نشاط بحثي مرتفع جدًا"، وهو أعلى تصنيف بحثي في نظام تصنيف الجامعات الأمريكية. وتشارك فرق الجامعة الرياضية، المعروفة باسم تيرييرز جامعة بوسطن، في منافسات الدرجة الأولى من الرابطة الوطنية لرياضة الجامعات، وتحديدًا في بطولتي "دوري باتريوت" و"هوكي إيست"، ويُجسّدها التميمة الرسمية ريت، كلب الترير البوسطني.

## وصلات خارجية
- موقع الجامعة الرسمي